# Борек-Чарнінський
Борек-Чарнінський (пол. Borek Czarniński) — село в Польщі, у гміні Станіславув Мінського повіту Мазовецького воєводства.
Населення — 142 особи (2011).
У 1975-1998 роках село належало до Седлецького воєводства.

## Демографія
Демографічна структура станом на 31 березня 2011 року:
|          | Загалом | Допрацездатний вік | Працездатний вік | Постпрацездатний вік |
| -------- | ------- | ------------------ | ---------------- | -------------------- |
| Чоловіки | 71      | 19                 | 47               | 5                    |
| Жінки    | 71      | 18                 | 44               | 9                    |
| Разом    | 142     | 37                 | 91               | 14                   |